# Morris (Minnesota)
Morris è una città degli Stati Uniti d'America, situata in Minnesota, nella Contea di Stevens, della quale è anche il capoluogo.